# Милюков, Павел Сергеевич
Павел Сергеевич Милюков (род. 4 мая 1984, Пермь) — российский скрипач, солист Московской филармонии, солист Санкт-Петербургского Дома музыки, преподаватель Московской государственной консерватории имени П. И. Чайковского, музыкальный руководитель и член художественно-экспертного совета образовательного центра «Сириус», художественный руководитель Пермской краевой специальной музыкальной школы, кавалер ордена Дружбы (2016). Заслуженный артист Российской Федерации (2025).

## Биография
Родился в 1984 году в Перми. Окончил Академическое музыкальное училище при Московской государственной консерватории имени П. И. Чайковского, консерваторию и аспирантуру МГК (класс профессора Владимира Иванова). Продолжил совершенствоваться в Университете музыки и драмы в Граце, а затем в Венском университете музыки и исполнительского искусства под руководством профессора Бориса Кушнира.
Ведёт активную концертную деятельность: гастролирует в странах Европы, в Японии, Южной и Северной Корее, Китае, Бразилии, во многих городах России, где также проводит мастер-классы. Выступает на известных концертных площадках с ведущими российскими и зарубежными коллективами: Государственным оркестром России имени Е. Ф. Светланова, Большим симфоническим оркестром имени П. И. Чайковского, Российским национальным оркестром, оркестром Мариинского театра, Академическим симфоническим оркестром Московской филармонии, Московским государственным академическим симфоническим оркестром под управлением Павла Когана, Уральским академическим филармоническим оркестром и другими. Среди дирижеров, с которыми сотрудничал Павел Милюков, — Валерий Гергиев, Владимир Спиваков, Владимир Федосеев, Михаил Плетнёв, Юрий Симонов, Владимир Юровский, Кристиан Ярви, Джеймс Конлон, Александр Сладковский, Василий Петренко, Павел Коган, Роберт Канетти.
Был дважды удостоен стипендии Санкт-Петербургского Дома музыки и Акционерного банка «Россия». В 2008—2012 годах — солист Санкт-Петербургского Дома музыки. С 2012 года — солист Московской филармонии, участник программы «Звезды XXI века».
Играет на скрипке Пьетро Джованни Гварнери «Экс-Сигети», предоставленной швейцарским фондом «Нева».
Является членом художественно-экспертного совета образовательного центра «Сириус».
В 2023 году был членом жюри в категории «скрипка» XVII Международного конкурса имени П. И. Чайковского.

## Преподавательская деятельность
С 2016 года преподает в Московской консерватории на кафедре скрипки профессора Владимира Иванова. Регулярно проводит мастер-классы. Преподает и выступает руководителем программы по музыкально-исполнительскому искусству в образовательном центре «Сириус».

## Награды
- Международный конкурс в Клостер-Шёнтале[2] (II премия, 2003)
- I Международный конкурс скрипачей в Астане (Гран-при, 2008)
- Международный конкурс в Сеуле (II премия, 2012)
- Международный конкурс скрипачей Роберта Канетти в Венгрии (I премия, 2005)
- Vibrarte в Париже (I премия в составе трио Con Spirito, 2008)
- Конкурс скрипачей имени Никколо Паганини в Москве (II премия, I не присуждалась, 2007)
- Международный конкурс скрипачей имени Давида Ойстраха в Москве (II премия, 2008)
- Международный конкурс имени Арама Хачатуряна в Ереване (I премия, 2012)
- I Всероссийский музыкальный конкурс[3] в Москве (II премия, 2010)
- XV Международном конкурсе имени П. И. Чайковского (III премия, 2015)
- Медаль «За Освобождение Пальмиры» (2016)
- Орден Дружбы (4 июля 2016 года) — за особые заслуги в подготовке и проведения гуманитарных внешнеполитических акций, способствующих укреплению мира и дружбы между народами[4]

5 мая 2016 года Оркестр Мариинского театра дал концерт в древнем амфитеатре в освобожденной от боевиков Пальмире. Музыканты, среди которых был Павел Милюков, под управлением Валерия Гергиева исполнили чакону из Партиты № 2 ре минор Иоганна Себастьяна Баха, «Кадриль» Родиона Щедрина и Симфонию № 1 Сергея Прокофьева. За состоявшийся концерт Валерий Гергиев, Сергей Ролдугин и Павел Милюков были удостоены медали «За освобождение Пальмиры». 04 июля 2016 года награждён Орденом Дружбы.
- Заслуженный артист Российской Федерации (25 марта 2025 года) — за вклад в развитие отечественной культуры и искусства, многолетнюю плодотворную деятельность[7].